# 1913 en santé et médecine
| Années de la santé et de la médecine : 1910 - 1911 - 1912 - 1913 - 1914 - 1915 - 1916    |
| Décennies de la santé et de la médecine : 1880 - 1890 - 1900 - 1910 - 1920 - 1930 - 1940 |

Cet article présente les faits marquants de l'année 1913 en santé et médecine.

## Événements

### Europe
- 1er février : fondation de la Société d'histoire de la pharmacie, et de son organe, le Bulletin de la Société d'histoire de la pharmacie, devenu Revue d'histoire de la pharmacie en 1930[1].
- 12 juin : la loi Strauss accorde en France un congé de maternité de quatre semaines après l'accouchement, avec une faible indemnité journalière[2].
- 27 juin : Roger Glénard soutient sa thèse sur Les Mouvements de l’intestin en circulation artificielle[3].
- 30 octobre : fondation de la Société psychanalytique de Londres (London Psychoanalytical Society) par Ernest Jones[4]. Elle deviendra la Société britannique de psychanalyse (British Psychoanalytical Society) le 20 février 1919.
- Avec Jean Camus, Gustave Roussy entame à la faculté de médecine de Paris une série d'explorations de la région hypophyso-infundibulaire[5],[6].
- Création de La Croix d'or, mouvement catholique de lutte contre l'alcoolisme, devenu Alcool assistance[7].
- Adoption au Royaume-Uni du Mental Deficiency Act (en) qui prévoit le classement, l'internement et la surveillance des handicapés mentaux[8].
- Constantin Levaditi effectue une mission d’étude en Suède lors de l’épidémie de poliomyélite[9].

### Amérique
- Fondation de l'Association américaine des immunologistes (American Association of Immunologists)[10].
- Fondation de l'Association américaine d'hygiène sociale (American Social Hygiene Association)[11].
- Fondation du Collège américain des chirurgiens (American College of Surgeons)[12].

### Afrique
- 16 avril : Albert et Hélène Schweitzer débarquent en pirogue à Lambaréné, où ils fondent leur premier hôpital sur le terrain de la mission évangélique de Paris[13].

## Prix
- Prix Nobel de médecine : Charles Richet, « en reconnaissance de ses travaux sur l'anaphylaxie[14] ».

## Publication
- Freud publie Totem et Tabou.

## Naissances
- 27 février : Paul Ricœur  (mort en 2005), philosophe français, penseur de la relation de soins comme « alliance thérapeutique[15] ».
- 30 mars : Herbert Le Porrier (mort en 1977), médecin et écrivain français.
- 11 avril : Pierre Magnin (mort en 2001), obstétricien français[16].
- 3 mai : René Küss (mort en 2006), chirurgien français, pionnier de la transplantation rénale.
- 7 mai : Jean Lassner (mort en 2007), médecin français d'origine autrichienne, pionnier de l’anesthésie.
- 18 mai : Vincent Dole (mort en 2006), médecin américain.
- 27 mai : Wolfgang Lutz (mort en 2010), médecin et nutritionniste autrichien.
- 10 juin : Benjamin Shapira (en) (mort en 1993), biochimiste israélien, lauréat du prix Israël pour ses recherches en médecine.
- 20 août : Roger Sperry (mort en 1994), neurophysiologiste américain, lauréat du prix Lasker en 1979 et du prix Nobel de physiologie ou médecine en 1981.
- 4 septembre : Curtis Lester Mendelson (mort en 2002), obstétricien et cardiologue américain.
- 27 septembre : Pierre Fouquet (mort en 1998), médecin français, introducteur en France  de l'alcoologie.
- 16 octobre : Rosan Girard (mort en 2001), médecin et homme politique français.
- 22 octobre : Raymond Houdart (mort en 2008), neurochirurgien français.
- 25 novembre : Lewis Thomas (mort en 1993), médecin, poète, essayiste, administrateur, éducateur et chercheur américain.
- 6 décembre : Nikolaï Amossov (mort en 2002), chirurgien cardiologue ukrainien.
- 14 décembre : Henri Collomb (mort en 1979), psychiatre français, officier du corps de santé des armées.
- 21 décembre : Jacques Oudot (mort en 1953), pharmacien, médecin, chirurgien et alpiniste français, pionnier de la chirurgie vasculaire.

Date inconnue
- Eugène Lazowski (mort en 2006), médecin polonais.
- Pierre Lequime (mort en 1990), généraliste et urologue belge[17].

## Décès
- 1er janvier : Jean-Marc Morax (né en 1838), médecin vaudois.
- 25 janvier : Paulin-Méry (né en 1860), médecin et homme politique français.
- 22 mars : Ruggero Oddi (né en 1864), anatomiste et physiologiste italien.
- 26 avril : Sigismond Jaccoud (né en 1830), pathologiste d'origine suisse naturalisé français, auteur du  « Jaccoud[18] ».
- 29 juin : Jules Thiriar (né en 1846), chirurgien et homme politique belge.
- 26 juillet : Louis Bourget (né en 1856), pharmacien et médecin vaudois.
- 31 août : Erwin Bälz (né en 1849), interniste et anthropologue allemand, médecin personnel de la famille impériale du Japon.
- 9 septembre : Adolphe Cureau (né en 1864), médecin français, officier du corps de santé de la Marine et administrateur colonial[19].
- 15 septembre : Antonin Poncet (né en 1848), chirurgien et physiopathologiste français, l'un des promoteurs de l’antisepsie puis de l’asepsie.
- 22 septembre : Ernest Malinvaud (né en 1836), médecin et botaniste français.
- 20 octobre : Daniel David Palmer (né en 1845), fondateur de la chiropratique.
- 22 octobre : 
  - Just Lucas-Championnière (né en 1843), médecin français.
  - Félix Le Double (né en 1848), médecin anatomiste français.
- 23 octobre : Edwin Klebs (né en 1834), médecin allemand, découvreur en 1883 du bacille de la diphtérie dit de Löffler-Klebs.
- 4 novembre : Mathieu Jaboulay (né en 1860), chirurgien français, auteur d'une importante contribution à la chirurgie digestive.
- 25 novembre : Jean De Boeck (né en 1863), psychiatre belge[20],[21].

- 22 décembre : Francisco Portela (en) (né en 1833), médecin et homme politique brésilien.